# Cuereta groga

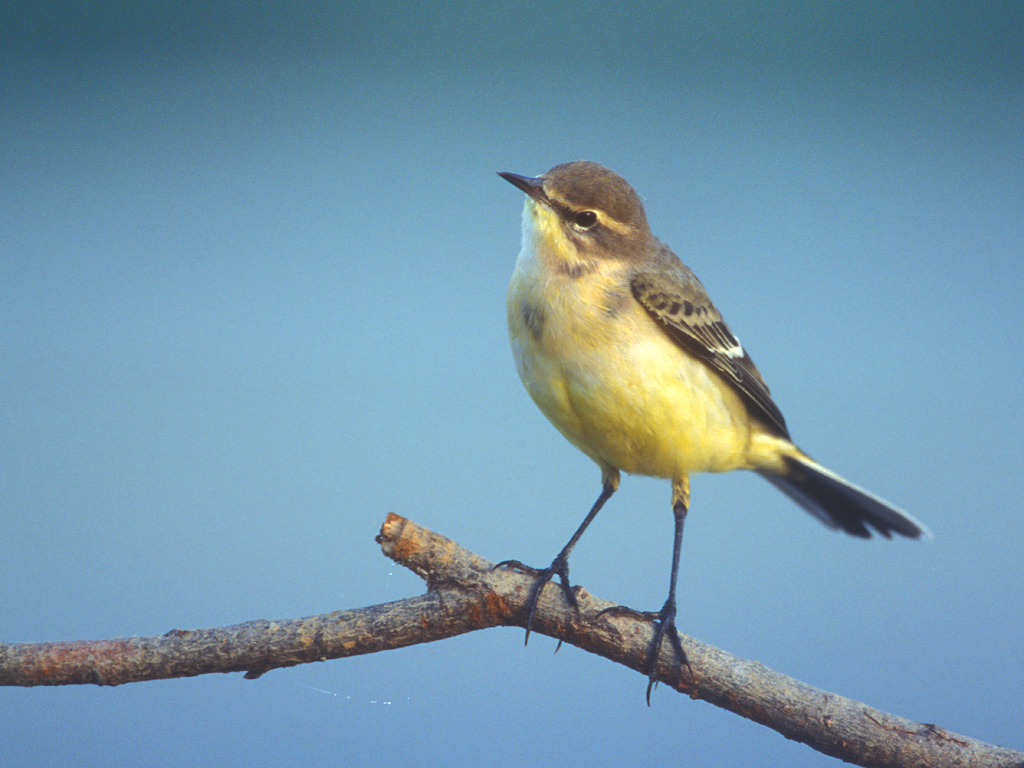
Motacilla flava

La cuereta groga o titeta groga, titeta de maig i o xàtxero groc o titina groga a les Balears (Motacilla flava) és la més petita de les cueretes dels Països Catalans. Al Rosselló i al Conflent rep el nom de conyic, i aquest és el malnom que donen als habitants de Cotlliure als vilatges veïns.

## Morfologia
Fa 16 cm de llargària. Per sobre és de color lleugerament verdós i per sota és ben groga. El color del cap varia segons les subespècies, la que nia als Països Catalans el té gris, mentre que les celles i la gola són més clares. Té la cua llarga, però no tant com les altres cueretes.

## Subespècies
- Motacilla flava flavissima (Blyth, 1834)
- Motacilla flava thunbergi (Billberg, 1828)
- Motacilla flava flava (Linnaeus, 1758)
- Motacilla flava iberiae (Hartert, 1921)
- Motacilla flava cinereocapilla (Savi, 1831)
- Motacilla flava melanogrisea (Homeyer, 1878)
- Motacilla flava plexa (Thayer & Bangs, 1914)
- Motacilla flava tschutschensis (J. F. Gmelin, 1789)
- Motacilla flava angarensis (Sushkin, 1925)
- Motacilla flava leucocephala (Przevalski, 1887)
- Motacilla flava macronyx (Stresemann, 1920)
- Motacilla flava beema
- Motacilla flava feldegg
- Motacilla flava lutea
- Motacilla flava simillima
- Motacilla flava taivana

## Reproducció
Pel març arriben els primers migrants i el niu es construeix per l'abril i està col·locat a terra, generalment entre salicòrnies o joncs. A l'abril-juny, la femella hi pon 5 o 6 ous, els cova durant 13 dies i, amb l'ajut del pare, alimenta la niada. Els novells volen al cap de 17 dies. A voltes fan dues cries.

## Hàbitat
És freqüent a les zones humides litorals i en salobrars halòfils, per això les seues àrees de cria es troben localitzades a totes les zones humides dels Països Catalans, tret de l'albufera menorquina, encara que també poden trobar-se'n nius en els marges herbosos dels rius de l'interior del Principat de Catalunya, sobretot en zones de muntanya. Les zones més importants són el Delta de l'Ebre i l'Empordà.

## Distribució geogràfica
Cria a Euràsia i en una petita zona d'Alaska. Hiverna a Àfrica i el sud d'Àsia, mentre que la població d'Alaska acostuma a hivernar més al sud al llarg de la costa pacífica.

## Alimentació
Menja insectes petits i de larves, així com erugues.

## Costums
És estiuenca i a l'octubre emprenen de nou el viatge cap a la zona tropical africana on passen l'hivern. En migració hi ha una gran barreja de subespècies de cuereta groga, totes molts semblants entre elles.